# Bahnstrecke Neudietendorf–Ritschenhausen
| | |                                  |                                  |
| Streckennummer (DB): | 6298 |                                  |                                  |
| Kursbuchstrecke (DB): | 570 |                                  |                                  |
| Kursbuchstrecke: | 164 (Neudietendorf – Plaue (Thür.) 1934) 170c (Neudietendorf – Arnstadt Süd 1934) 160 (Neudietendorf – Arnstadt Hbf 1934) |                                  |                                  |
| Streckenlänge: | 74,506 km |                                  |                                  |
| Spurweite: | 1435 mm (Normalspur) |                                  |                                  |
| Stromsystem: | Neudietendorf – Arnstadt 1984–1998: 15 kV 16 2⁄3 Hz ~                                                                     |                                  |                                  |
| Maximale Neigung: | 23,8 ‰ |                                  |                                  |
| Streckengeschwindigkeit: | 160 km/h |                                  |                                  |
| Zugbeeinflussung: | PZB, ZUB262 |                                  |                                  |
| Zweigleisigkeit: | Neudietendorf–Plaue (Thür) Gehlberg–Oberhof (Thür)                                                                        |                                  |                                  |
| | |                                  |                                  |
| \| \| \| von Halle (Saale) Hbf \| \| \| \| 0,470 \| Neudietendorf \| 248,54 m \| \| \| \| nach Bebra \| \| \| \| \| Bundesautobahn 4 \| \| \| \| 3,380 \| Sülzenbrücken \| 255,48 m \| \| \| 5,710 \| Haarhausen \| 265,57 m \| \| \| \| Industriegebiet „Erfurter Kreuz“ \| \| \| \| 9,950 \| Arnstadt Hbf \| 279,17 m \| \| \| \| nach Ichtershausen \| \| \| \| \| nach Saalfeld \| \| \| \| \| Gera \| \| \| \| 11,310 \| Arnstadt Süd \| 281,4 m \| \| \| 12,180 \| Bk Lohmühle \| Bk Lohmühle \| \| \| 15,000 \| Bk Siegelbach \| Bk Siegelbach \| \| \| 18,170 \| Plaue (Thür) \| 331,08 m \| \| \| \| nach Ilmenau \| \| \| \| 24,170 \| Gräfenroda \| 380,58 m \| \| \| \| nach Gotha \| \| \| \| 27,970 \| Dörrberg (ehem. Bk) \| 446,04 m \| \| \| 30,330 \| Tunnel am Zwang (104,5 m) \| 493 m \| \| \| \| Bundesautobahn 71 \| \| \| \| 32,300 \| Bk Kehltal \| 532,85 m \| \| \| 35,590 \| Gehlberg \| 598,44 m \| \| \| 36,850 \| Brandleitetunnel (3039 m) \| 621,44 m \| \| \| 39,890 \| Bundesautobahn 71 \| Bundesautobahn 71 \| \| \| 40,070 \| Oberhof (Thür) \| 640,05 m \| \| \| 45,450 \| Zella-Mehlis \| 543,3 m \| \| \| \| nach Wernshausen \| \| \| \| 45,940 \| Zellaer Tunnel (233 m) \| 539,2 m \| \| \| \| Bundesautobahn 71 \| \| \| \| 48,100 \| Bk Struth \| Bk Struth \| \| \| 51,20 \| Stadtviadukt Suhl \| Stadtviadukt Suhl \| \| \| 51,690 \| Suhl \| 427,61 m \| \| \| \| nach Schleusingen \| \| \| \| \| Bundesautobahn 73 \| \| \| \| 55,240 \| Suhl-Heinrichs (ehem. Bf) \| 395,45 m \| \| \| 55,780 \| Mäbendorf-Albrechts \| Mäbendorf-Albrechts \| \| \| 58,200 \| Dietzhausen \| 374,48 m \| \| \| 65,030 \| Rohr (Thür) (ehem. Bf) \| 330,59 m \| \| \| \| von Lichtenfels \| \| \| \| 71,690 \| Grimmenthal \| 301,9 m \| \| \| \| nach Eisenach \| \| \| \| 72,90 \| Werra \| Werra \| \| \| \| von Meiningen \| \| \| \| 74,980 \| Ritschenhausen \| 314,61 m \| \| \| \| nach Schweinfurt \| \| | |                                  |                                  |
| Strecke | | von Halle (Saale) Hbf            | von Halle (Saale) Hbf            |
| Bahnhof | 0,470 | Neudietendorf                    | 248,54 m                         |
| Abzweig geradeaus und nach rechts | | nach Bebra                       | nach Bebra                       |
| Strecke mit Straßenbrücke | | Bundesautobahn 4                 | Bundesautobahn 4                 |
| Haltepunkt / Haltestelle | 3,380 | Sülzenbrücken                    | 255,48 m                         |
| Haltepunkt / Haltestelle | 5,710 | Haarhausen                       | 265,57 m                         |
| Abzweig geradeaus und von links | | Industriegebiet „Erfurter Kreuz“ | Industriegebiet „Erfurter Kreuz“ |
| Bahnhof | 9,950 | Arnstadt Hbf                     | 279,17 m                         |
| Abzweig geradeaus und ehemals nach links | | nach Ichtershausen               | nach Ichtershausen               |
| Abzweig geradeaus und nach links | | nach Saalfeld                    | nach Saalfeld                    |
| Brücke über Wasserlauf | | Gera                             | Gera                             |
| Haltepunkt / Haltestelle | 11,310 | Arnstadt Süd                     | 281,4 m                          |
| ehemalige Blockstelle | 12,180 | Bk Lohmühle                      | Bk Lohmühle                      |
| ehemalige Blockstelle | 15,000 | Bk Siegelbach                    | Bk Siegelbach                    |
| Bahnhof | 18,170 | Plaue (Thür)                     | 331,08 m                         |
| Abzweig geradeaus und nach links | | nach Ilmenau                     | nach Ilmenau                     |
| Bahnhof | 24,170 | Gräfenroda                       | 380,58 m                         |
| Abzweig geradeaus und ehemals nach rechts | | nach Gotha                       | nach Gotha                       |
| Haltepunkt / Haltestelle | 27,970 | Dörrberg (ehem. Bk)              | 446,04 m                         |
| Tunnel | 30,330 | Tunnel am Zwang (104,5 m)        | 493 m                            |
| Strecke mit Straßenbrücke | | Bundesautobahn 71                | Bundesautobahn 71                |
| ehemalige Blockstelle | 32,300 | Bk Kehltal                       | 532,85 m                         |
| Bahnhof | 35,590 | Gehlberg                         | 598,44 m                         |
| Tunnelanfang | 36,850 | Brandleitetunnel (3039 m)        | 621,44 m                         |
| Tunnelende | 39,890 | Bundesautobahn 71                | Bundesautobahn 71                |
| Dienststation / Betriebs- oder Güterbahnhof | 40,070 | Oberhof (Thür)                   | 640,05 m                         |
| Bahnhof | 45,450 | Zella-Mehlis                     | 543,3 m                          |
| Abzweig geradeaus und nach rechts | | nach Wernshausen                 | nach Wernshausen                 |
| Tunnel | 45,940 | Zellaer Tunnel (233 m)           | 539,2 m                          |
| Strecke mit Straßenbrücke | | Bundesautobahn 71                | Bundesautobahn 71                |
| ehemalige Blockstelle | 48,100 | Bk Struth                        | Bk Struth                        |
| Brücke | 51,20 | Stadtviadukt Suhl                | Stadtviadukt Suhl                |
| Bahnhof | 51,690 | Suhl                             | 427,61 m                         |
| Abzweig geradeaus und ehemals nach links | | nach Schleusingen                | nach Schleusingen                |
| Strecke mit Straßenbrücke | | Bundesautobahn 73                | Bundesautobahn 73                |
| Haltepunkt / Haltestelle | 55,240 | Suhl-Heinrichs (ehem. Bf)        | 395,45 m                         |
| ehemaliger Bahnhof | 55,780 | Mäbendorf-Albrechts              | Mäbendorf-Albrechts              |
| Bahnhof | 58,200 | Dietzhausen                      | 374,48 m                         |
| Haltepunkt / Haltestelle | 65,030 | Rohr (Thür) (ehem. Bf)           | 330,59 m                         |
| Abzweig geradeaus und von links | | von Lichtenfels                  | von Lichtenfels                  |
| Bahnhof | 71,690 | Grimmenthal                      | 301,9 m                          |
| Abzweig geradeaus und nach rechts | | nach Eisenach                    | nach Eisenach                    |
| Brücke über Wasserlauf | 72,90 | Werra                            | Werra                            |
| Abzweig geradeaus und von rechts | | von Meiningen                    | von Meiningen                    |
| Bahnhof | 74,980 | Ritschenhausen                   | 314,61 m                         |
| Strecke | | nach Schweinfurt                 | nach Schweinfurt                 |

Die Bahnstrecke Neudietendorf–Ritschenhausen ist eine Hauptbahn in Thüringen. Sie zweigt in Neudietendorf von der Bahnstrecke Halle–Bebra ab und führt über Arnstadt und Suhl nach Ritschenhausen, wo sie in die Bahnstrecke Schweinfurt–Meiningen einmündet. Die Strecke ist Teil der überregionalen Hauptverbindung von Erfurt nach Schweinfurt. Im Brandleitetunnel bei Oberhof unterquert sie den Kamm des Thüringer Waldes.

## Geschichte

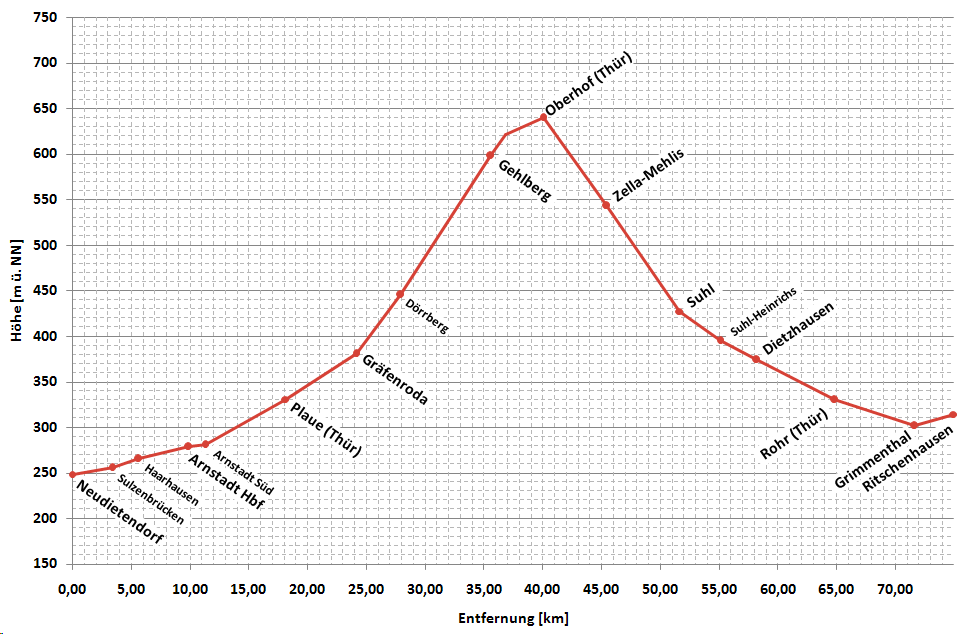
Vereinfachtes Höhenprofil der Strecke

1867 wurde als erste Teilstrecke die zehn Kilometer lange Trasse von Neudietendorf nach Arnstadt als Zweigbahn durch die Thüringische Eisenbahn-Gesellschaft in Betrieb genommen. 1879 kam es zur Verlängerung der Strecke über Plaue nach Ilmenau (siehe auch Bahnstrecke Plaue–Themar). Die Querung des Thüringer Waldes und der Lückenschluss zwischen Plaue und Ritschenhausen wurde 1879 durch die Preußische Staatseisenbahn in Angriff genommen. Drei Jahre später folgte die Einweihung des Abschnittes Suhl–Grimmenthal. 1884 schließlich wurden Grimmenthal mit Ritschenhausen an der damals bayerischen Bahnstrecke Schweinfurt–Meiningen verbunden sowie der 33 Kilometer lange Abschnitt zwischen Plaue und Suhl fertiggestellt. Beim Bau dieses Streckenteils mit Rampen von durchschnittlich 20 ‰ Steigung war insbesondere der 3039 Meter lange Brandleitetunnel mit knapp vier Jahren Bauzeit sehr aufwendig.
Ab dem 1. August 1884 konnten schließlich die ersten durchgehenden Züge auf der anfangs eingleisigen Strecke verkehren.
Schnell entwickelte sich die Strecke zu einer wichtigen Nord-Süd-Verbindung, so dass schon von 1886 bis 1893 zwischen Neudietendorf und Grimmenthal der zweigleisige Ausbau erfolgte. Bis zur Gründung der Deutschen Reichsbahn im Jahre 1920 waren die Bahnhöfe Ritschenhausen (1874 errichtet und heute unter Denkmalschutz stehend) und Meiningen (errichtet 1858 und 1874) gemeinsame Grenzbahnhöfe der preußischen und der bayerischen Staatsbahn. Dort wurden bei Zügen in Richtung Erfurt oder Schweinfurt die Lokomotiven gewechselt.
1938 wurde zur Sicherstellung der Wasserversorgung der Dampfloks der Lütschestausee gebaut. Er stellt sicher, dass in Liebenstein die Wilde Gera genug Wasser enthält, um ab hier in Rohren entlang der Strecke insbesondere die Wassertürme in Plaue und Arnstadt mit weichem Wasser zu versorgen. Ab Liebenstein fließt die Wilde Gera auf Muschelkalk und das Wasser hat dann einen zu hohen Härtegrad um in Dampfloks verwendet werden zu können.
Nach dem Zweiten Weltkrieg wurde die südlich von Ritschenhausen anschließende Strecke in Richtung Bayern durch die Grenze zwischen der amerikanischen Besatzungszone und der sowjetischen Besatzungszone unterbrochen. 1946 wurde im Rahmen der Reparationsleistungen das zweite Streckengleis bis auf den Abschnitt Gehlberg–Oberhof abgebaut. Die Strecke blieb aber weiterhin eine wichtige Verbindung zwischen Südthüringen und Erfurt. Erst dreißig Jahre später konnte zumindest zwischen Neudietendorf und Plaue wieder zweigleisig gefahren werden. 1984 wurde der Abschnitt Neudietendorf–Arnstadt elektrifiziert, weil im Zusammenhang mit dem Städteexpress-Zugpaar Meiningen–Berlin im Erfurter Hauptbahnhof zum Lokwechsel, für das Beistellen von zusätzlichen Reisezugwagen sowie die nächtliche Wagenbehandlung keine ausreichenden Kapazitäten vorhanden waren. Über den Thüringer Wald fuhren die Züge mit sieben Wagen.
Am 4. Mai 1998 wurde die Fahrleitung zwischen Neudietendorf und Arnstadt außer Betrieb genommen und anschließend schrittweise abgebaut. Die Oberleitungsmasten aus Stahlbeton hatten Alkalischäden und eine Sanierung war laut Deutscher Bahn aufgrund der kaum vorhandenen Nutzung betriebswirtschaftlich nicht vertretbar. Die Masten blieben zunächst an der Strecke stehen und wurden 2023 im Rahmen einer Instandhaltungsmaßnahme aufgrund von fehlender Standsicherheit demontiert.
Zwischen 2003 und 2008 wurde die Strecke für den Einsatz von Neigetechnikzügen hergerichtet. Der Ausbau wurde zum Fahrplanwechsel im Dezember 2008 abgeschlossen. Dabei wurde unter anderem der Brandleitetunnel fast ein Jahr gesperrt und saniert sowie ein elektronisches Stellwerk (ESTW) in Arnstadt installiert, welches den Streckenabschnitt Neudietendorf–Rentwertshausen überwacht.
Das Thüringer Ministerium für Infrastruktur und Landwirtschaft stellte 2024 einen Wiederaufbau der Oberleitung zwischen Neudietendorf und Arnstadt in Aussicht.

## Betrieb
Trotz einiger betrieblicher Hindernisse, wie den maximal 23,8 ‰ steilen Rampen im Thüringer Wald war die Strecke bis 1945 Teil einer im Fernverkehr bedeutenden Nord-Süd-Verbindung. Sie ist Teil der kürzesten Verbindung zwischen Berlin und Stuttgart.

### Reiseverkehr

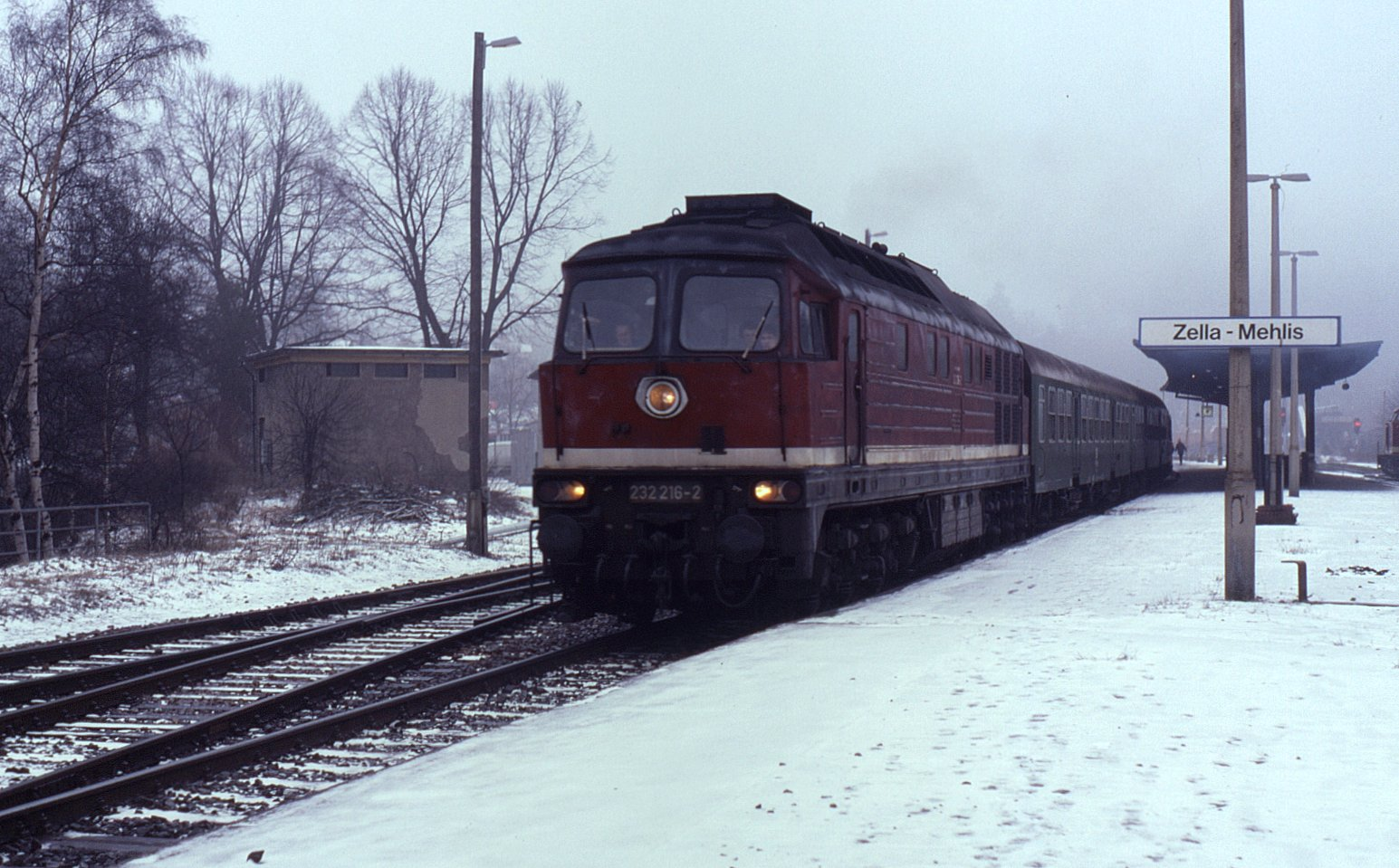
Personenzug der Deutschen Bahn in Zella-Mehlis (1994)

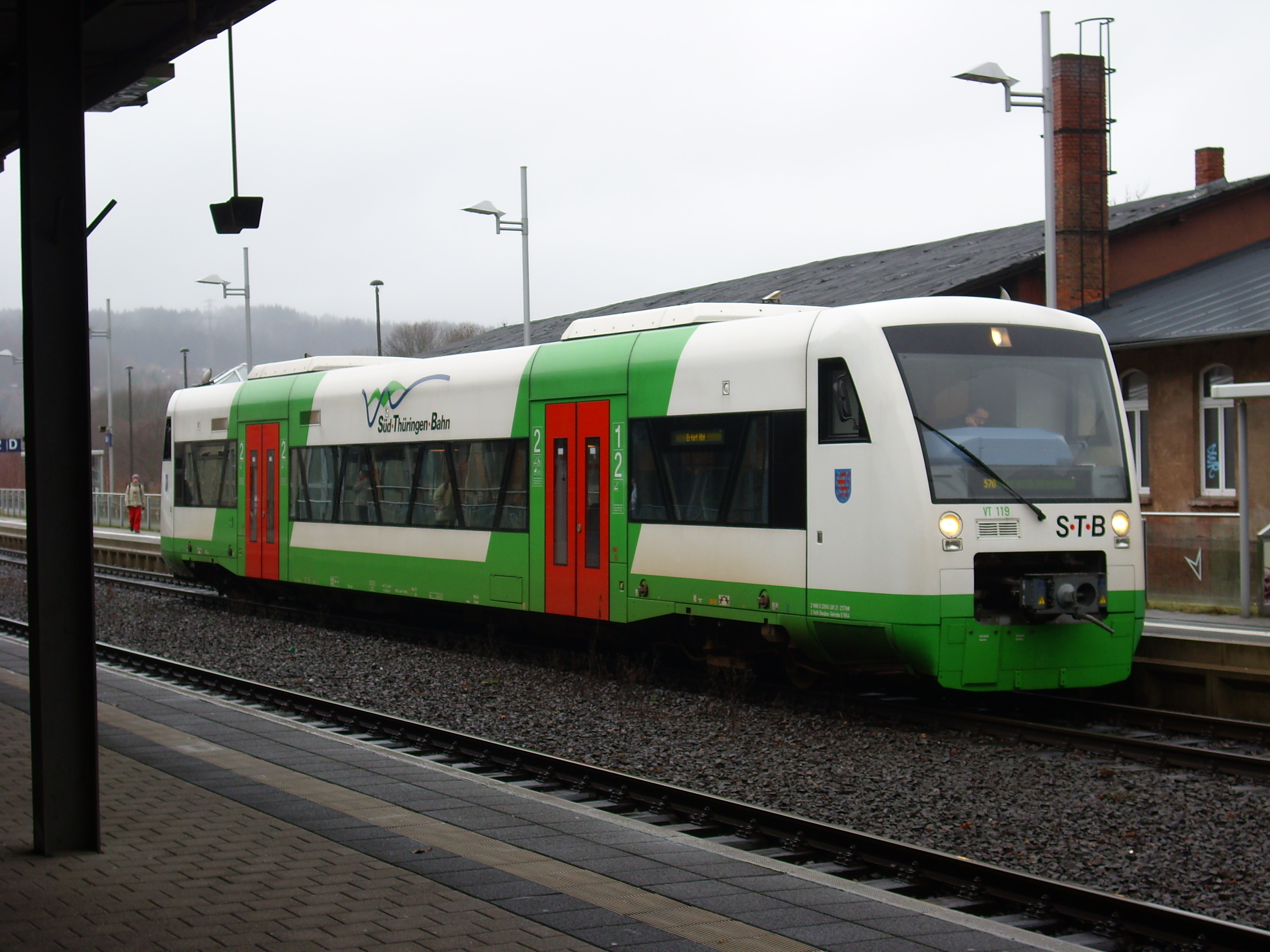
Regio-Shuttle der STB in Suhl, Fahrtrichtung Erfurt (2007)

Schon Anfang der 1890er Jahre verkehrte ein Schnellzug von Berlin nach Stuttgart über Erfurt–Meiningen–Schweinfurt. 1914 gab es sogar drei Schnellzüge auf dieser Relation, die alle noch über Meiningen fuhren und dort Kopf machten.
Höhepunkt war das Jahr 1938 mit täglich einem Fernschnellzugpaar und fünf Schnellzugpaaren, welche von Berlin über Erfurt–Schweinfurt–Würzburg nach Stuttgart fuhren. Der FD 8 hatte zum Beispiel Kurswagen nach Zürich und Ventimiglia. Das Nachtzugpaar D 13/14 führte sogar Kurswagen bis Rom und Neapel. Die Bespannung der hochwertigen Reisezüge erfolgte durch die Baureihe 39. Da die Zuglast meist mehr als 250 Tonnen betrug, mussten diese auf den Rampen vor dem Brandleitetunnel nachgeschoben werden.
Nach dem Zweiten Weltkrieg gab es Fernverkehrszüge von Meiningen über die damaligen Bezirkshauptstädte Suhl und Erfurt nach Berlin, Dresden, Görlitz, Leipzig, Halle (Saale) und Stralsund. 1981 waren es acht Zugpaare, darunter der Städteexpress Rennsteig sowie ein Zug des Städteschnellverkehrs nach Berlin.
Mit der Grenzöffnung und dem Lückenschluss der Strecke entfielen die Fernzüge zwischen Meiningen und Berlin. Die alte Verbindung Berlin–Stuttgart wurde nach der Wiedervereinigung für einige Jahre mit einem Interregio-Zugpaar unter gleichem Namen wiederbelebt. Ab 1997 verkehrte es zwischen Erfurt und Stuttgart; im Jahre 2001 wurde der Zug ganz eingestellt.
Im Fahrplan des Jahres 2018 fahren auf der Strecke im Zweistundentakt der Mainfranken-Thüringen-Express (RE 7) der Deutschen Bahn von Erfurt über Schweinfurt nach Würzburg. Die Linie RB 44 der Süd-Thüringen-Bahn von Erfurt nach Meiningen mit Halt auf allen Stationen verkehrt gleichfalls alle zwei Stunden, im Berufsverkehr häufiger.  Des Weiteren verkehren sechs Regional-Express-Zugpaare zwischen Erfurt und Meiningen (RE 50). Zwischen Neudietendorf und Plaue fahren außerdem die Züge der Süd-Thüringen-Bahn (bis 2017 Erfurter Bahn) von Erfurt nach Ilmenau (RB 46), hinzu kommen hier vier zusätzliche Regional-Express-Zugpaare (RE 45), an Wochenenden und an gesetzlichen Feiertagen in Thüringen werden einige Züge bis zum Bahnhof Rennsteig verlängert. Zwischen Neudietendorf und Arnstadt Hbf verkehren die Züge zusammen mit Zügen der Erfurter Bahn von Erfurt nach Saalfeld (RB 23). Ritschenhausen wird durch den Unterfranken-Shuttle (RB 40) der Erfurter Bahn von Meiningen nach Schweinfurt bedient.
Zum Fahrplanwechsel 2017 wurde der Personenverkehr zum Bahnhof Oberhof eingestellt. Die Züge passieren den Bahnhof seitdem ohne Halt.

### Güterverkehr

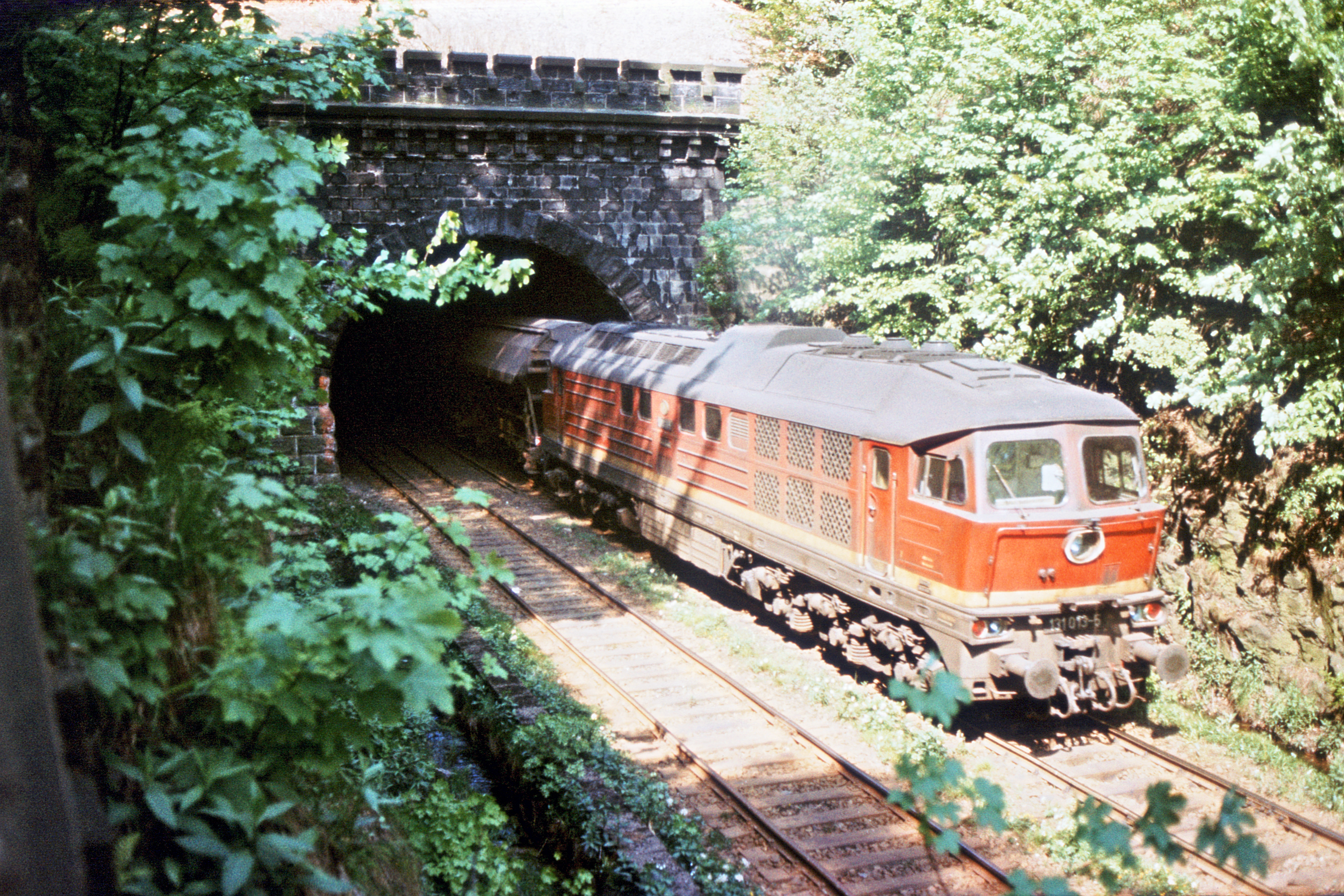
131 013-5 beim Nachschieben eines Güterzugs durch den Brandleitetunnel (1989)

Nach Fertigstellung der Strecke im Jahr 1884 gab es einen intensiven Güterverkehr, bestehend sowohl aus Durchgangsverkehr als auch lokalen Güterverkehr für die an der Strecke liegenden Betriebe.  Neben zahlreichen lokalen Zügen gab es zum Beispiel 1939 je Richtung täglich 12 durchgehende Güterzüge sowie vier Bedarfszüge mit Zuglasten von bis zu 1200 Tonnen. Diese wurden im Regelfall von der Baureihe 95 über die Rampenstrecken gezogen und waren ab 1000 Tonnen Last zusätzlich zu schieben.
Auch nach dem Zweiten Weltkrieg gab es auf der Strecke in Thüringen aufgrund der zu bedienenden Industrie mit täglich acht Güterzügen von Arnstadt nach Grimmenthal sowie bis zu fünf Ganzzügen weiterhin ein hohes Verkehrsaufkommen. Typische Lokomotive war die Baureihe 44 mit Kohlestaubfeuerung, da diese bei der Durchfahrt des Brandleitetunnels abgestellt und das Qualmen vermieden werden konnte.
Ab 1980 wurden die Züge mit bis zu 80 Achsen meist von der Baureihe 131 befördert und mussten oft zusätzlich ab Gräfenroda bzw. Suhl bis zum Brandleitetunnel geschoben werden.
Nach dem Lückenschluss erlebte die Relation zwischen Jahren 1991 und 1994 aufgrund von weiträumig umgeleitetem Verkehr ihren letzten Höhepunkt im Güterverkehr. Bis zu acht schwere Güterzüge fuhren täglich zusätzlich über diese Nord-Süd-Verbindung.
Seitdem gibt es bei Bedarf, zum Beispiel zum Transport von Holz und Kalisalz, Güterzüge zwischen Grimmenthal und Neudietendorf.
Ab Mitte der 1990er Jahre wurden die Werksanschlüsse entlang der Strecke zum großen Teil rückgebaut. Es erfolgte in den Bahnhöfen ein weitgehender Rückbau der Güterzuggleise und Verlademöglichkeiten von Gütern.

## Streckenbeschreibung

### Betriebsstellen
Da ab Bahnhof Gräfenroda viele Züge früher nachgeschoben wurden, gab es in diesem Bahnhof einen Lokbahnhof des BW Arnstadt mit Drehscheibe sowie den notwendigen Behandlungsanlagen.

## Bildergalerie

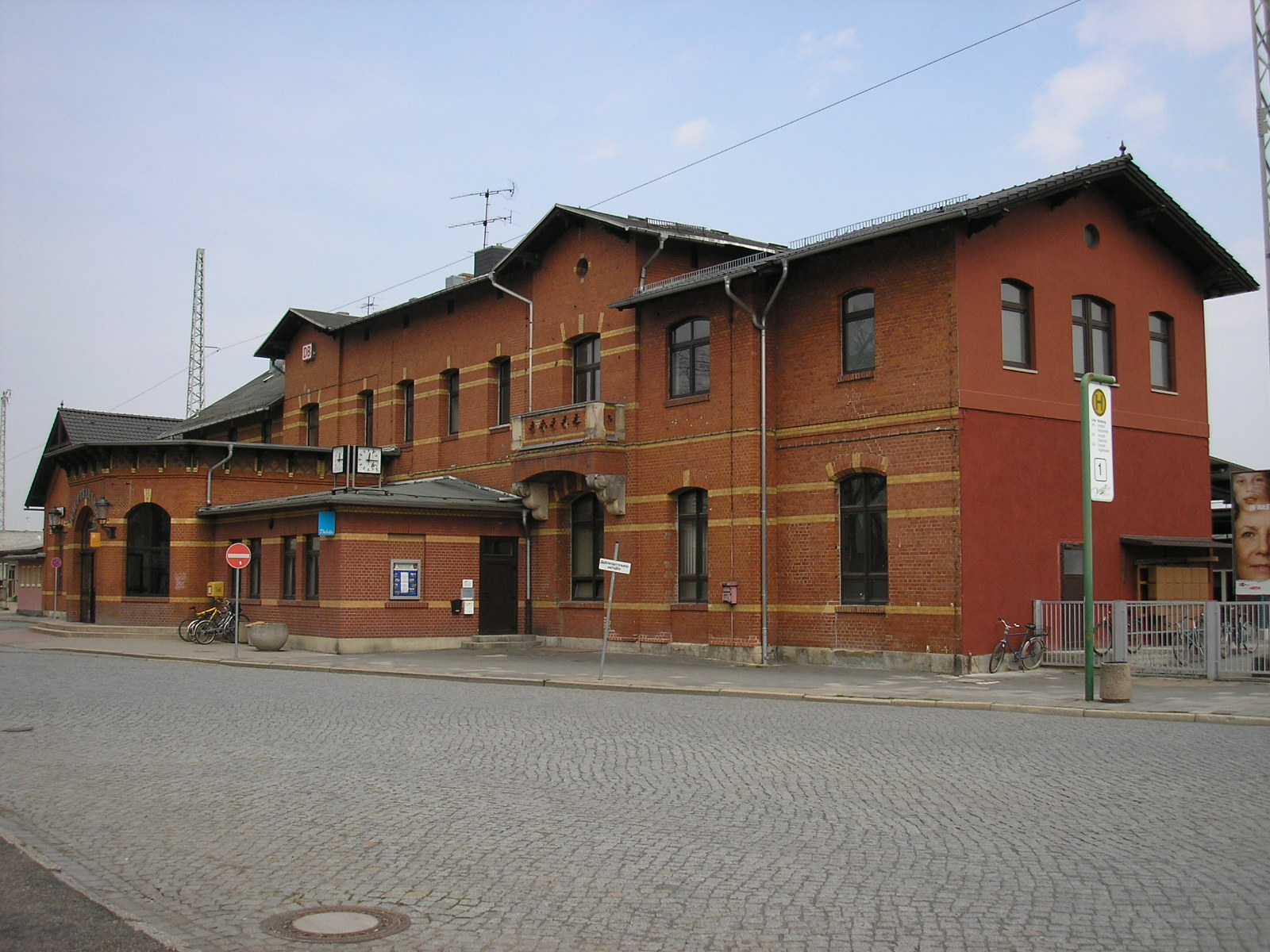
Arnstadt Hbf
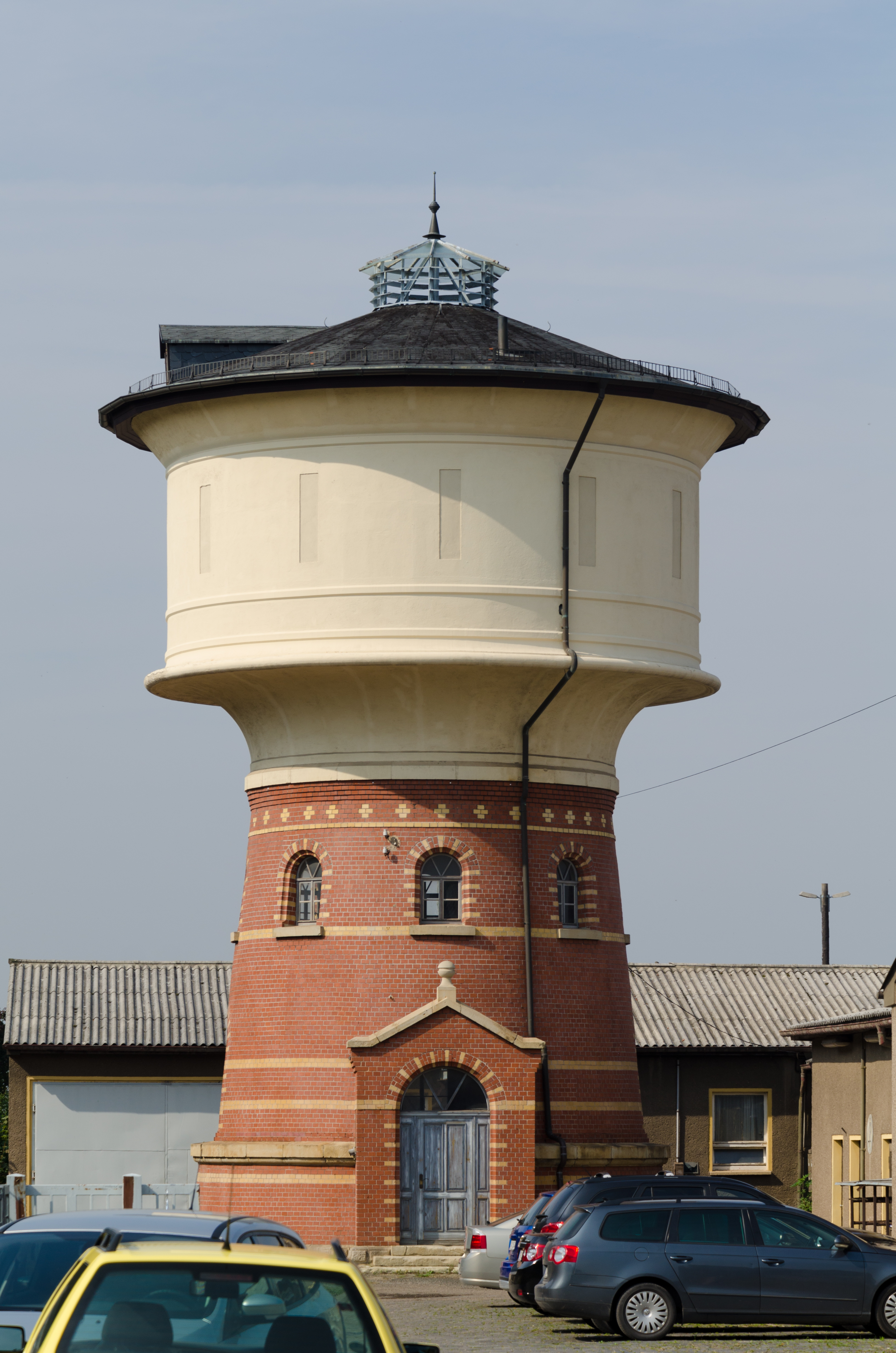
Wasserturm in Arnstadt Hbf
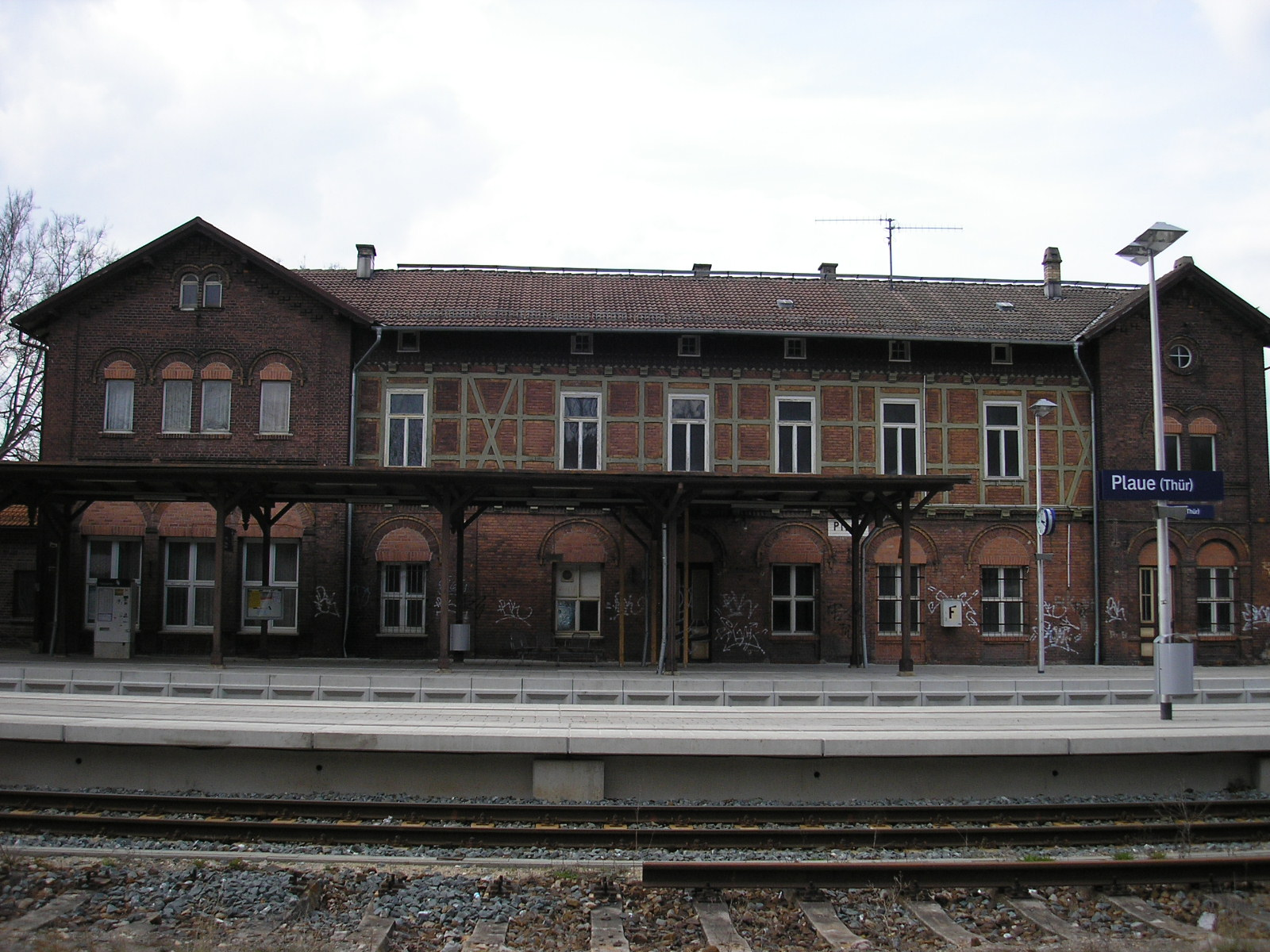
Bahnhof Plaue
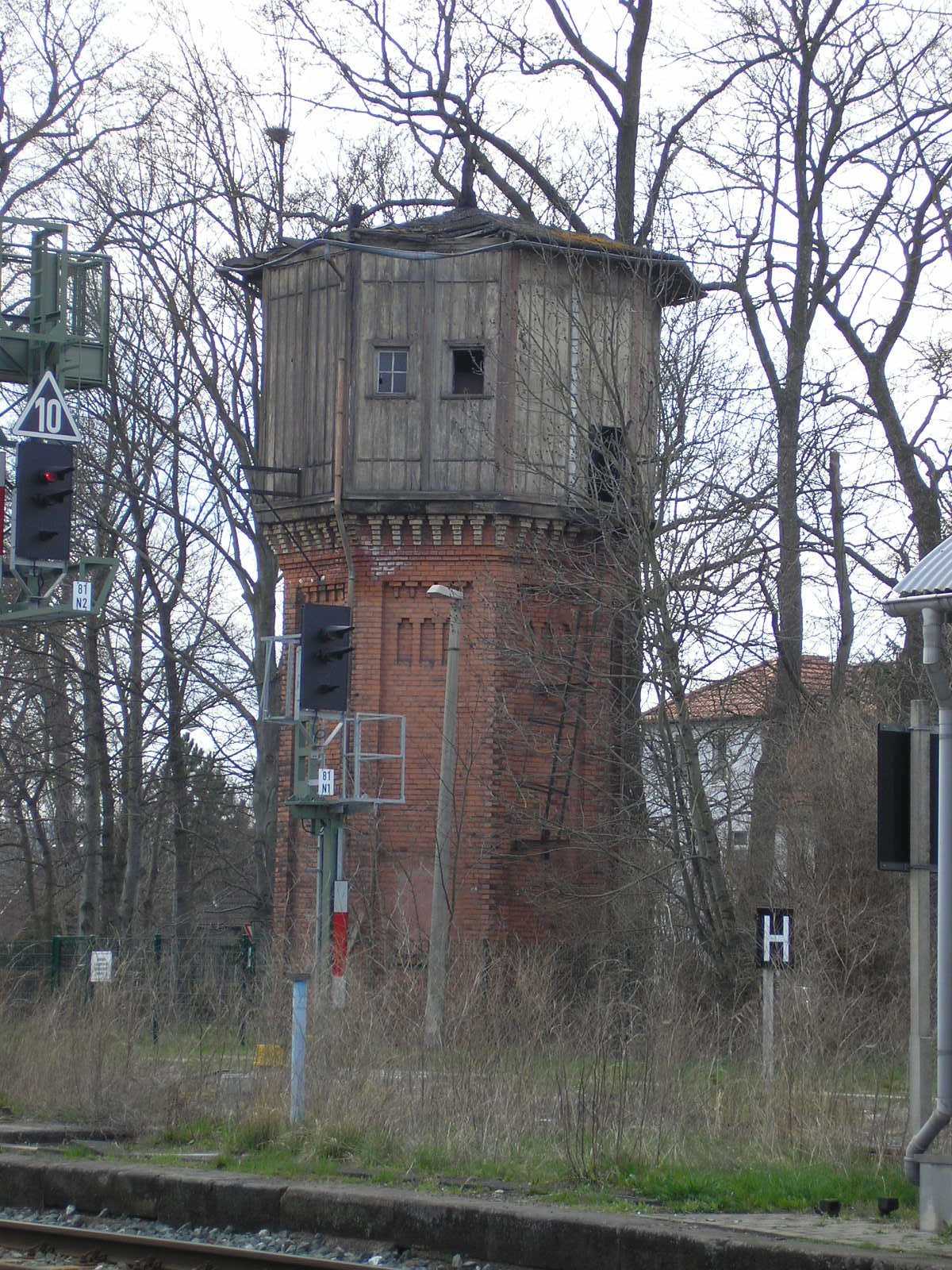
Wasserturm in Plaue
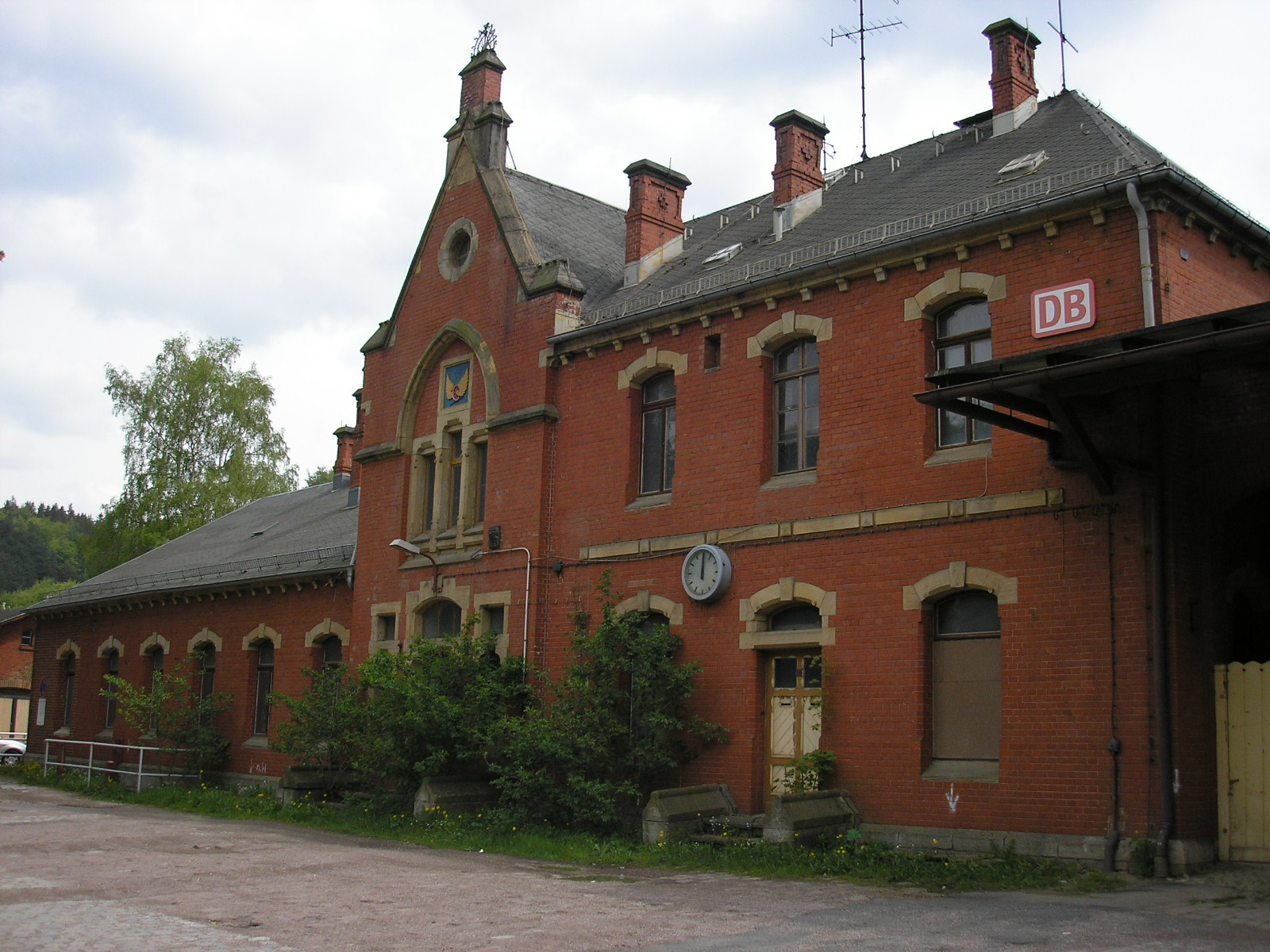
Bahnhof Gräfenroda
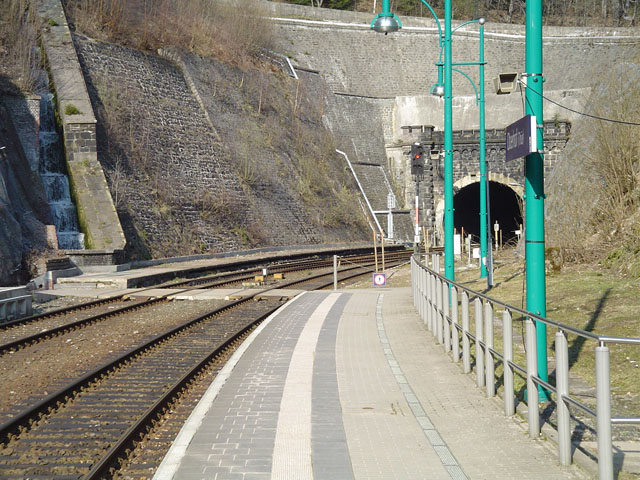
Brandleitetunnel, Oberhofer Seite
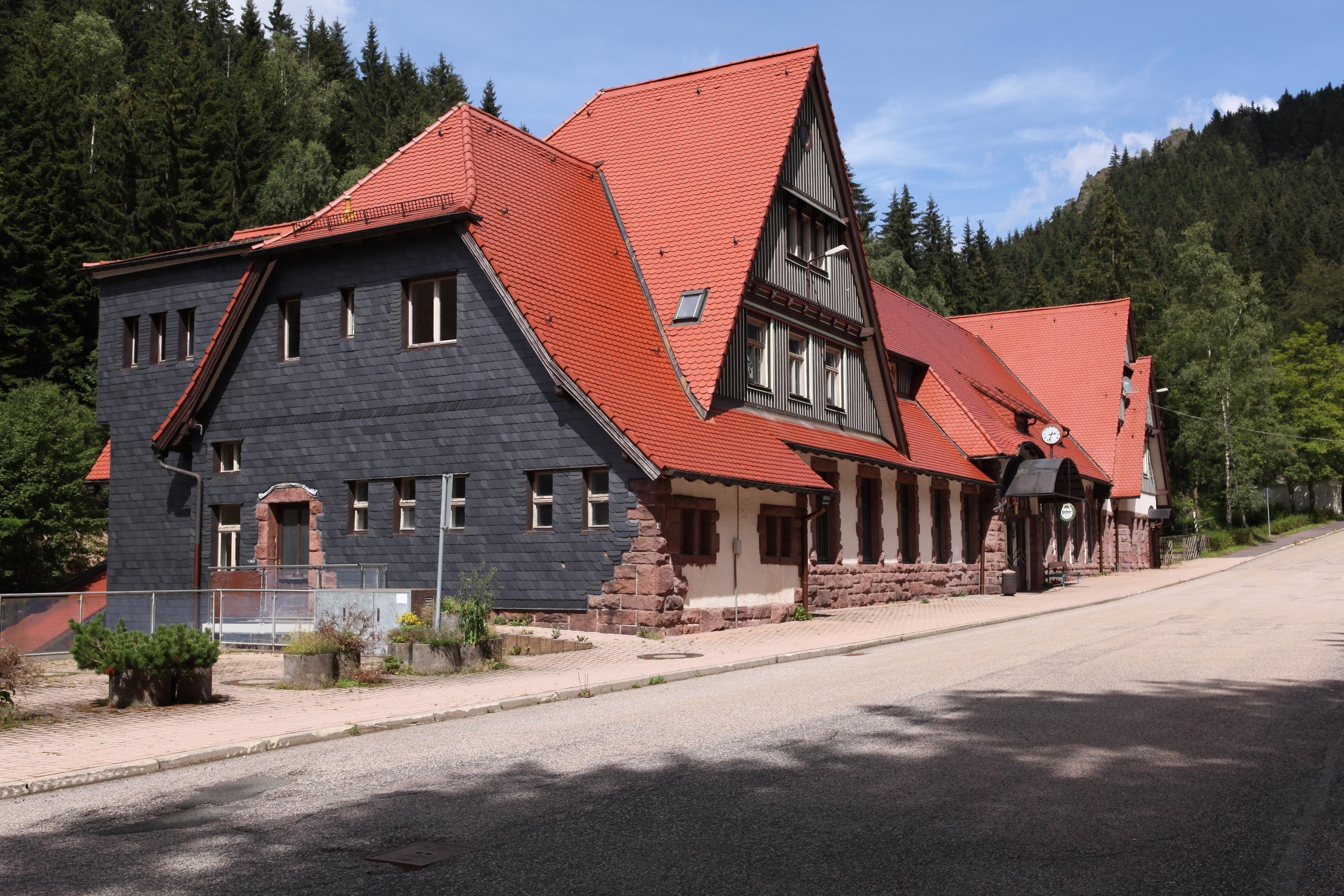
Bahnhof Oberhof
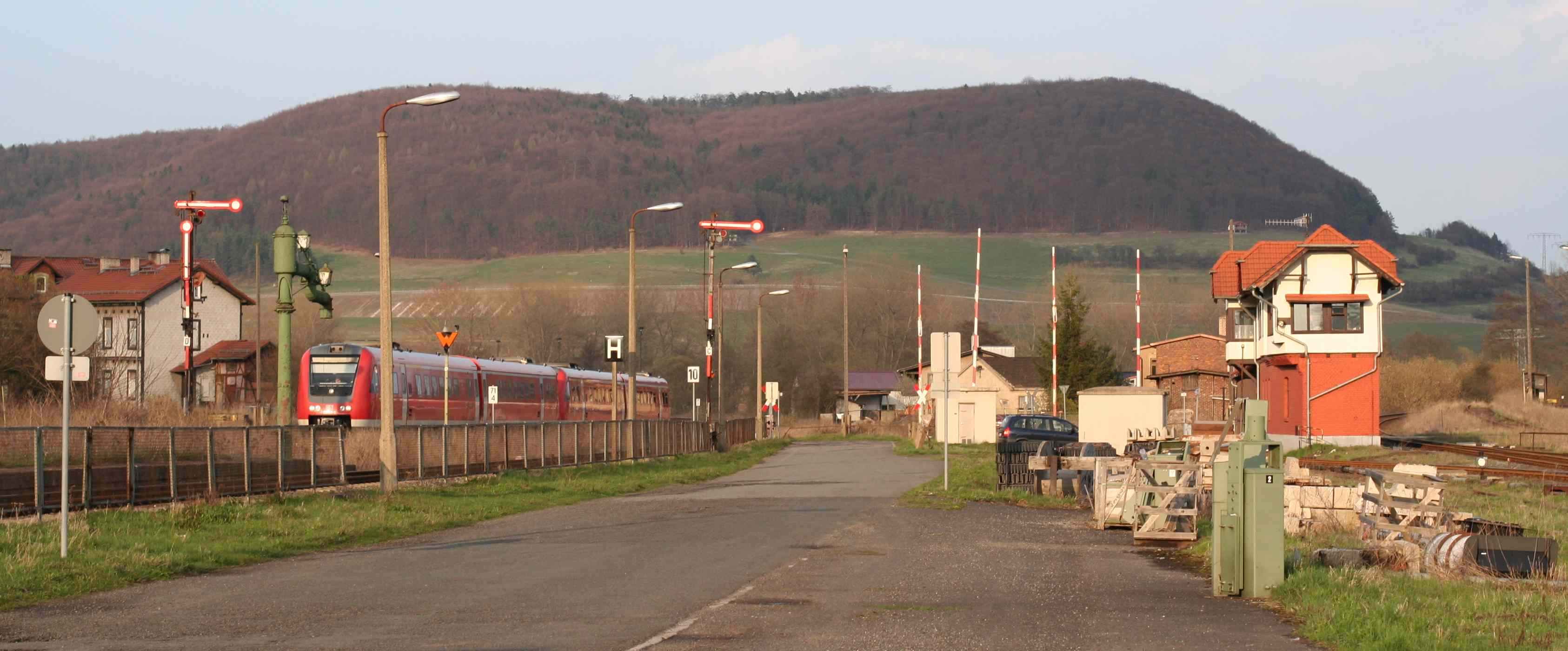
Bahnhof Grimmenthal, Stellwerk Go
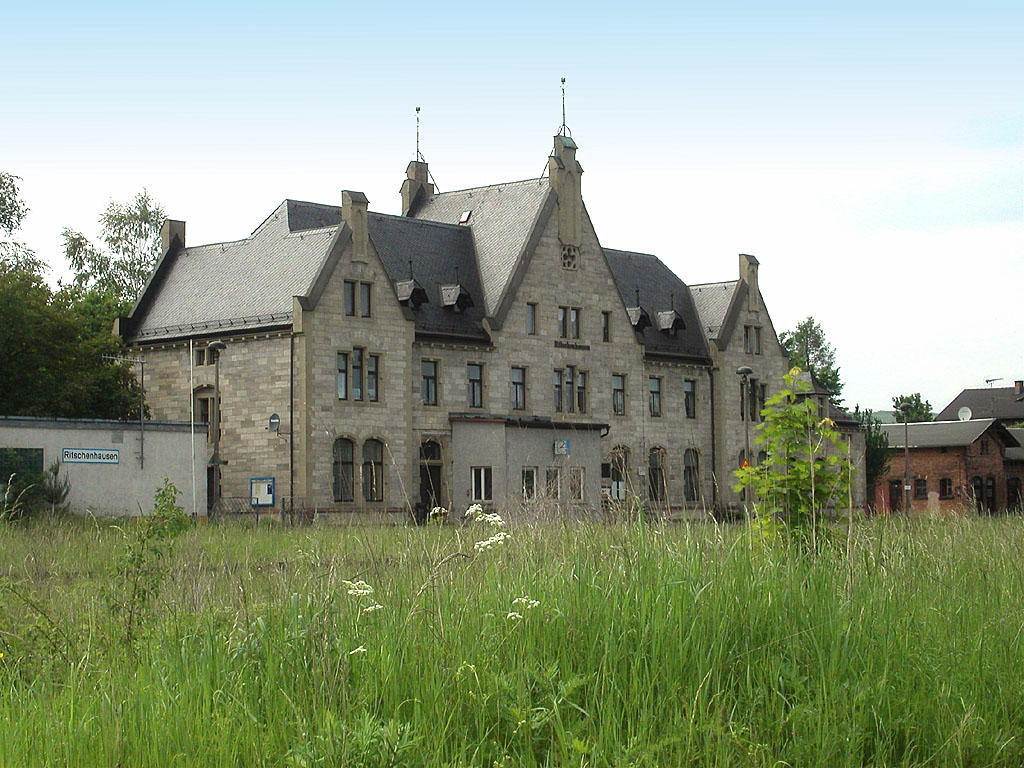
Bahnhof Ritschenhausen